# Alexandru Proca
Alexandre Proca, né le 13 octobre 1897 à Bucarest en Roumanie, mort le 13 décembre 1955 à Paris, est un physicien franco-roumain, fondateur de l’école de physique théorique française moderne.

## Biographie et réalisations scientifiques
En Roumanie, il fut l'un des étudiants éminents de l'école « Gheorghe Lazăr » et de l'université Politehnica de Bucarest. A 17 ans, Alexandru parlait parfaitement le français, l’anglais et l’allemand. Avec un très fort intérêt pour la physique théorique, il se rend à Paris en 1923 où il obtient un diplôme en sciences de la faculté des sciences de Paris. En 1925, Marie Curie l’invite à son Institut du radium à Paris, et en 1929 il commence ses travaux en physique théorique.
Naturalisé français en 1931, il soutient sa thèse de doctoraten 1933 sous la supervision de Louis de Broglie, le président du jury étant Jean Perrin.
En 1929, Alexandru Proca devient rédacteur en chef de l'influent journal de physique Les Annales de l'Institut Henri-Poincaré. Puis, en 1934, il passe une année entière avec Erwin Schrödinger à Berlin, et quelques mois avec Niels Bohr à Copenhague, où il rencontre Werner Heisenberg et George Gamow.
Proca traduit trois livres de mécanique quantique, en 1931, 1933 et 1947,,.
Trois ans après sa thèse, il obtient son résultat fondamental connu sous le nom d’équations de Proca. Il s’agit de la découverte de mésons vectoriels, découverte essentielle (et toujours actuelle) pour la théorie quantique des champs. Le physicien japonais Hideki Yukawa eut la même idée d’expliquer les forces nucléaires par les mésons vectoriels mais il s’appuyait sur des équations fausses. Par la suite, Yukawa reçu seul le prix Nobel en 1949 pour une explication des forces nucléaires à l'aide d'un champ pi-mésonique, et pour la prédiction correcte de l'existence du pion, initialement appelé « mesotron ».
Les mésons vectoriel de spin-1 considérés par Proca en 1936-1941 sont impliqués dans l’interaction électrofaible et ont seulement été observées dans des expériences de haute énergie après 1960, alors que le muon qui est un lepton prédit par la théorie de Yukawa a été observé expérimentalement dans les rayons cosmiques par Carl David Anderson en 1936, avec une masse assez proche de la valeur de 100 MeV prédite par la théorie de Yukawa publiée en 1935.
Les équations de Proca sont des équations du mouvement de type Euler-Lagrange :
{\displaystyle \Box A^{\nu }-\partial ^{\nu }(\partial _{\mu }A^{\mu })+m^{2}A^{\nu }=j^{\nu }},
où :
{\displaystyle \Box =\left({\frac {\partial ^{2}}{\partial t^{2}}}\right)-\nabla ^{2}},
{\displaystyle A^{\mu }} est le 4-potentiel, l'opérateur {\displaystyle \Box } devant ce potentiel est l'opérateur d'alembertien,
{\displaystyle j^{\nu }} est la densité de courant, et le carré de l'opérateur nabla (∇) est l'opérateur laplacien, Δ.
S'agissant d'une équation relativiste, on suppose la convention de sommation d'Einstein sur les indices répétés. Le 4-potentiel {\displaystyle A^{\nu }} est la combinaison du potentiel scalaire ϕ et le potentiel vecteur A, dérivé à partir des équations de Maxwell.
En notation simplifiée, ils prennent la forme :
{\displaystyle \partial _{\mu }(\partial ^{\mu }A^{\nu }-\partial ^{\nu }A^{\mu })+\left({\frac {mc}{\hbar }}\right)^{2}A^{\nu }=0}.
Les équations de Proca décrivent le champ d'une particule massive de spin 1 et de masse m. Par contre l'équation de Klein-Gordon :
{\displaystyle {\frac {1}{c^{2}}}{\frac {\partial ^{2}}{\partial t^{2}}}\psi -\nabla ^{2}\psi +{\frac {m^{2}c^{2}}{\hbar ^{2}}}\psi =0},
décrit un scalaire ; elle est dérivée pour des électrons relativistes, et ne s'applique donc qu'aux fermions de spin-1/2. L'intuition de Yukawa était fondée sur une telle équation de Klein-Gordon scalaire. Le prix Nobel Wolfgang Pauli écrit en 1941 : « […] Yukawa a supposé que le méson avait un spin 1 pour expliquer la dépendance de spin de la force entre un proton et un neutron. La théorie de ce processus a été donnée par Proca ».
Par son grand prestige international, Proca a créé l’école de physique théorique française moderne, grâce au célèbre « Séminaire Proca » qu’il fonde en 1946 à l’Institut Poincaré et qu’il dirige jusqu’à sa mort. Les plus grands physiciens étrangers de l’époque - Max Born, Paul Dirac, Wolfgang Pauli, Rudolf Peierls, Giulio Racah, Sin-Itiro Tomonaga, Victor Weisskopf, Hideki Yukawa, etc. - ont exposé leurs travaux au Séminaire Proca.
Ces travaux fondamentaux sur les mésons vectoriels dans la période 1936-1941 sont publiés dans les Comptes rendus de l’Académie des sciences de France, les Comptes rendus de l’Académie des sciences de Roumanie et le Journal de physique et du radium. Son livre sur la théorie des quanta de lumière est publié aussi en français.
Alexandru Proca est mort d’un cancer du larynx à 58 ans, le 13 décembre 1955. L’œuvre complète d’Alexandru Proca a été publiée en 1988 par son fils, Georges Alexandre Proca. Ce dernier a fait notamment partie des membres fondateurs de la Société française Anton Bruckner.

## Œuvres
- Alexandre Proca (1897-1955) : œuvre scientifique publiée, bibliographie de 30 pages, textes français et textes roumains suivis de leur traduction française, Paris, Georges Alexandre Proca, 1988.
- Causalité et finalité, avec Jean Mariani, Paul Masson-Oursel, Georges Matisse, Jean Przyluski et Jean-Louis Destouches, Paris, Presses universitaires de France, 1944.
- Acoustique, avec Ernest Baumgardt, Paris, Hermann, 1941.
- Sur la théorie relativiste de l’électron de Dirac dans un champ nul, Annales de physique, volume XX, pages 347-440, Paris, 1933.
- Sur la théorie des quanta de lumière, 96 pages, Paris, Blanchard, 1928.

## Traductions
- Mémoires sur la mécanique ondulatoire, par Erwin Schrödinger, préface de Marcel Brillouin, traduction par Alexandre Proca, 234 pages, Sceaux, Jacques Gabay, 1988.
- Les principes de la mécanique quantique, par Paul Dirac, traduction par Jean Ullmo et Alexandre Proca, 314 pages, Sceaux, Jacques Gabay, 1990.
- Les fondements mathématiques de la mécanique quantique, par John von Neumann, traduction par Alexandre Proca, 336 pages, texte en français seul, traduit de l'anglais, Sceaux, Jacques Gabay, 1988.
- Les principes de la mécanique quantique, par Paul Dirac, traduction par Jean Ullmo et Alexandre Proca, 314 pages, Paris, Presses universitaires de France, 1931.